# Kosmodrom

Mapa kosmodromów (2013)

Kosmodrom, port kosmiczny, centrum lotów kosmicznych (kosmo- + gr. drómos tor biegowy) – ośrodek przeznaczony do przeprowadzania startów statków kosmicznych oraz startów i lądowań promów kosmicznych. Zadania kosmodromu obejmują także montaż, przygotowanie do lotu oraz nadzór nad jego przebiegiem, choć centrum sterowania lotem może znajdować się w innym miejscu.
Najbardziej znane kosmodromy to:
- Centrum Kosmiczne imienia Johna F. Kennedy’ego (KSC) położone na przylądku Canaveral (tzw. przylądek Kennedy’ego) w stanie Floryda, w USA.
- Cape Canaveral Air Force Station na przylądku Canaveral (w sąsiedztwie KSC), należący do Sił Powietrznych USA.
- Baza Sił Powietrznych Vandenberg (Vandenberg AFB) w Kalifornii w USA.
- Bajkonur w Kazachstanie.
- Kapustin Jar w Rosji.
- Plesieck w Rosji.
- Gujańskie Centrum Kosmiczne (Kourou) w Gujanie Francuskiej, ośrodek ESA.
- Wallops Flight Facility, w stanie Wirginia, w USA.
- Esrange Space Center w Szwecji

Do nieczynnych kosmodromów należą:
- Hammaguir – czynny do 1967 roku francuski poligon rakietowy i kosmodrom.
- Pacific Missile Range – obecnie część kosmodromu Vandenberg.

Najwięcej satelitów i statków kosmicznych wystrzelono z kosmodromów: Bajkonur, Plesieck, Vandenberg, Cape Canaveral, Kourou, Kapustin Jar i Kennedy Space Center. W przypadku pozostałych liczba ta jest zdecydowanie mniejsza.